# Гуні (фараон)
Гуні — єгипетський фараон з III династії. Його ім'я означає «Той, хто рубає».

## Життєпис
Зазвичай його вважають батьком Снофру й цариці Хетепхерес I (Хетефер). Для захисту південного кордону Єгипту біля першого порогу на південь від Асуана він заснував фортецю на острові Елефантина. Людина на ім'я Гуні згадується як високопоставлений придворний ще за Джосера, тому якщо припустити, що той вельможа і є фараон Гуні, то він прийшов до влади вже у немолодому віці. Незважаючи на це, Туринський список надає йому 24 роки правління.

## Піраміди Гуні
Фараону було присвячено дві піраміди; найбільша з них розташована у Медумі та переважає за розмірами навіть створену Імхотепом піраміду Джосера в Саккарі. Первинно піраміда була ступінчастою, однак Гуні помер ще до завершення її будівництва, коли вона сягнула висоти близько семи ярусів. Його наступник, Снофру, наказав продовжувати будівництво, й було зведено восьмий ярус (є теорія, що піраміду цілком будував лише Снофру, й тільки згодом він вирішив поховати у ній попередника). Потім новий фараон наказав заповнити простір між ярусами каменями, а всю будівлю обкласти плитами з турського вапняку, перетворивши її на першу піраміду з гладкими стінами. Так піраміда (146 × 146 метрів, висота 118 метрів) набула вигляду «справжньої». Утім у тій піраміді не виявлено ані сліду присутності саркофагу. Нині та піраміда сильно пошкоджена. Перші 20 м від її основи засипано піском, а решта височіють над поверхнею лише на 45 м, тобто складають менше половини первинної величини.
Окрім того, навколо першої піраміди вперше було створено храмовий комплекс, що призначався для служінь на честь покійного фараона, а сам комплекс був огороджений стінами. В районі піраміди французький археолог Франсуа Огюст Марієтт 1871 року виявив низку гробниць вельмож, що містили такі шедеври мистецтва Стародавнього царства, як зображення медумських гусей та статуї царевича Рахотепа і його дружини Нофрет.
Друга, символічна й невелика, піраміда Гуні була збудована на Елефантині, біля першого нільського порогу; щодо можливості будівництва піраміди на віддаленому нільському острові існують заперечення, тому відомості про будівництво піраміди можуть бути невірним тлумаченням будівництва фортеці (або ж піраміда розташовувалась на території останньої).
Смерть Гуні згадував автор одного з найдавніших повчань, що збереглись донині, написаного від імені візира Кагемні, похованого в Саккарі: «Повчання, адресоване Кагемні його братам». Наприкінці тексту йдеться про смерть Гуні, потім про прибуття царя Верхнього та Нижнього Єгипту Снофру як благородного царя Обох Земель.